# 2268 Szmytowna
2268 Szmytowna è un asteroide della fascia principale. Scoperto nel 1942, presenta un'orbita caratterizzata da un semiasse maggiore pari a 2,9422135 au e da un'eccentricità di 0,1156302, inclinata di 3,30261° rispetto all'eclittica.
L'asteroide è dedicato alla chimica polacca Maria Kazimiera Szmyt.